# King of Prussia
King of Prussia (engl. für „König von Preußen“) ist ein census-designated place im Montgomery County im Südosten des US-Bundesstaates Pennsylvania. Das U.S. Census Bureau hat bei der Volkszählung 2020 eine Einwohnerzahl von 24.695 ermittelt. Der Ort gehört zur Upper Merion Township, in der Mitte zwischen Baltimore und New York City, etwa dreißig Kilometer nordwestlich von Philadelphia.
Das Energieunternehmen UGI Corp. und das Pharmaunternehmen CSL Behring haben ihren Sitz in King of Prussia.

## Name
Sein Name leitet sich von einem Gasthaus her, das wiederum nach Friedrich dem Großen, König von Preußen, benannt war. Als Abkürzung findet sich oft KOP. Der Ort besitzt mit der King of Prussia Mall das bezogen auf die Verkaufsfläche größte Einkaufszentrum der Ostküste.

## Bevölkerung
Gemäß Volkszählung 2010 waren 69,4 % der Einwohner Weiße, 18,6 % Asiaten, 5,7 % Schwarze und der Rest verteilte sich auf andere. 22,4 % der Bevölkerung waren im Ausland geboren.
Die Einwohnerzahl stieg in den letzten Jahrzehnten stark an, was mit den in der Stadt tätigen Unternehmen zu tun hat, die auch viele Ausländer zur Niederlassung in King of Prussia bewegen. Dabei handelt es sich um viele Inder und Ostasiaten; der Anteil von Asiaten in King of Prussia ist für pennsylvanische Verhältnisse sehr hoch.

## Sehenswürdigkeiten
Zu den Sehenswürdigkeiten zählt der Valley Forge National Park, in dem George Washington mit seiner Armee im Winter 1777/78 kampiert hatte. Die hier forcierte Ausbildung der Truppen, in der Friedrich Wilhelm von Steuben eine tragende Rolle gespielt
hat, gilt als einer der entscheidenden Faktoren für den Sieg im Amerikanischen Unabhängigkeitskrieg.

## Persönlichkeiten (Auswahl)

### Söhne und Töchter
- William Colepaugh (1918–2005), Matrose und Spion
- Jobriath (1946–1983), Musiker und Sänger
- Kathy Jordan (* 1959), Tennisspielerin
- Greg Gianforte (* 1961), Politiker
- Ann Li (* 2000), Tennisspielerin
- Bloodhound Gang  (Band) wurde 1993 in King of Prussia gegründet[5]

### Mit King of Prussia verbunden
- Guntram Weissenberger (1926–2012), Architekt und Stadtplaner